# Microxydia rufifimbriata
Microxydia rufifimbriata là một loài bướm đêm trong họ Geometridae.